# Hrbtorožke
Hrbtorožke (znanstveno ime Notodontidae) je po vsem svetu razširjena družina srednje velikih nočnih metuljev (vešče) s približno 3500 znanimi vrstami (v Evropi je 35 vrst). Nočne metulje iz te družine najdemo v vseh delih sveta, ampak najpogostejše so v tropskih območjih, zlasti v Novem svetu.

## Opis
Sprednja krila imajo na notranjem robu nastavek iz dolgih luskic. Te luske tvorijo nekakšen zobec ob strehasto zloženih krilih v mirovanju, po katerem so ti metulji dobili svoje ime. Obarvanost kril se dobro ujema z okolico, v kateri živijo. Le redke vrste vsebujejo svetle barve, po navadi so večinoma sive ali rjave, z izjemo poddružine Dioptinae. Gosenice so gole, redko nekoliko dlakave.

## Sistematika

### Nekaj vidnejših vrst
- Lunik ali lipov prelec (Phalera bucephala) je nočni metulj z razponom kril 5–6 cm. Sprednja krila so srebrno siva. Na temnejši konici je okrogla, rjavo obrobljena rumenkasta lisa. V mirovanju je metulj podoben odljomljeni vejici. Živi v parkih in vrtovih Evrope in severne Azije. Leta od maja do julija.
- Veliki viličar (Cerura vinula) ima razpon kril do 70 mm. Krila so sivkasta s temnimi progami, gosenica je zelena, hrbet je temen.
- Mali viličar (Harpyia hermelina) ima razpon kril okoli 4 cm. Je rumeno siv, sprednja krila imajo temne prečne in vijugaste proge. Gosenica je rumeno zelena z rdečimi pikami ob straneh.
- Bukov prelec (Stauropus fagi)

Poleg zgoraj naštetih poddružin obstajajo številni rodovi hrbtorožk  z negotovo pripadnostjo. To so:
| - Afilia - Antheua - Antimima - Antithemerastis - Astylis - Cardiga - Cascera - Commonia - Datana - Phaleridae? - Destolmia - Didugua - Ecnomodes - Elymiotis - Euhyparpax - Farigia - Gallaba - Gargettiana - Hippia - Hobartina - Hylaeora | - Hyparpax - Lasioceros - Lirimiris - Litodonta - Lochmaeus - Macrurocampa - Medanella - Misogada - Nadata - Notodontidae? - Neola - Notela - Notodontella - Oligocentria - Omichlis - Ortholomia - Paracerura - Paradestolmia - Pentobesa - Pheraspis - Pheressaces | - Polychoa - Praeschausia - Psalidostetha - Pseudhapigia - Pseudoteleclita - Resomera - Resto - Rodneya - Sagamora - Schizura - Scrancia - Scythrophanes - Skewesia - Sorama - Sphetta - Symmerista - Theroa - Timoraca - Ursia |